# Christkönig-Bildstock (Ahorn-Berolzheim)

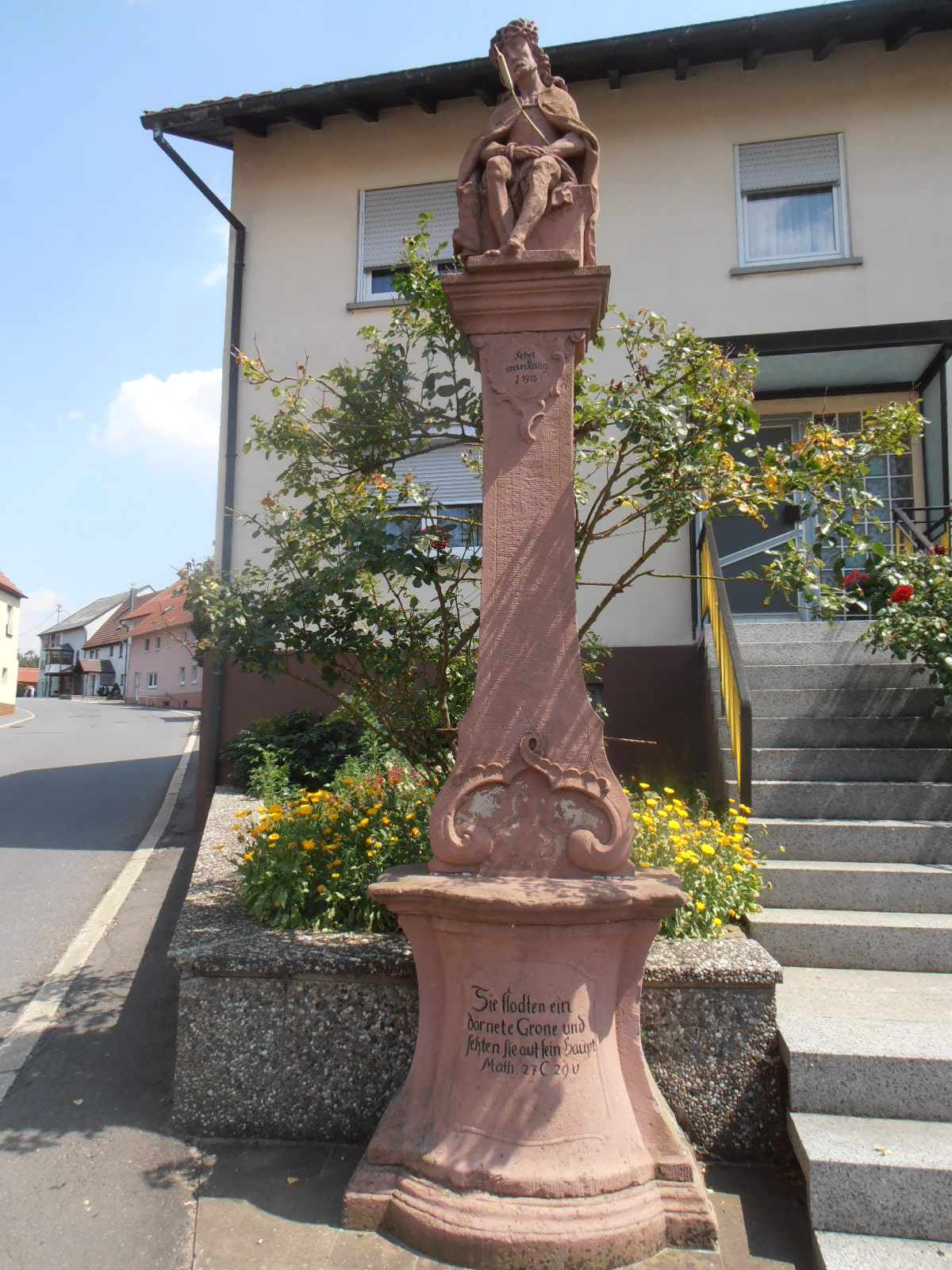
Christkönig-Bildstock in Berolzheim

Der Christkönig-Bildstock in Berolzheim, einem Ortsteil der Gemeinde Ahorn im Main-Tauber-Kreis in Baden-Württemberg, wurde 1915 errichtet. Der Bildstock an der Hauptstraße 54 ist ein geschütztes Kulturdenkmal.

## Beschreibung
Der Bildstock aus rotem Sandstein besteht aus drei Teilen: Einem Sockel mit einer Inschrift aus dem Matthäusevangelium, einem rechteckigen Pfeiler mit der Inschrift „Sehet unser König. 1915“ und einer Skulptur mit Christkönig-Motiv, die Jesus mit Dornenkrone darstellt. 
Der Bildstock nimmt in seiner Gestaltung der Inschriften-Kartuschen barocke Formen auf.
| Sehet unser König J 1915 |

| Sie flodten ein dörnete Grone und setzen sie auf sein Haupt Math 27C 29V |